# Berlinska secesija
V zgodovini umetnosti je secesija (lat. secessio = odstop) gibanje mladih slikarjev in arhitektov, ki so se v zadnjih letih devetnajstega stoletja odcepili od tradicionalnih umetniških slogov.
Berlinska secesija iz leta 1898 je ena od treh vej tega gibanja; prej sta se odcepili Münchenska secesija leta 1892 in Dunajska secesija leta 1897. Povod za berlinsko gibanje je dala Große Berliner Kunstausstellung, ko je zavrnila slike Walterja Leistikowa, enega od najvidnejših modernih umetnikov tiste dobe. Iz protesta se je 65 umetnikov odločilo za odstop iz državne akademije.
Kakor pozneje v Münchenu, tako se je tudi v Berlinu novo gibanje takoj organiziralo na ekonomskem področju, kar je pripomoglo k priznanju mladih umetnikov. S sodelovanjem Paula Cassirerja in njegovega bratranca Bruna so secesionisti takoj odprli galerijo in s tem dokončno prekinili vsak stik s klasično umetnostjo. Galerija je razen slik sodobnih berlinskih umetnikov razstavljala izključno dela francoskih impresionistov in postimpresionistov.
Berlinska secesija se je v poznejših letih večkrat cepila, bodisi zaradi različnih umetniških smeri njenih članov, kot tudi zaradi nesporazumov med upravitelji. Uradno se je zaključila leta 1933. V petintridesetih letih obstoja se ji je priključilo veliko število umetnikov, predvsem slikarjev, pa tudi kiparjev, grafikov in arhitektov. Večina je kmalu odstopila, ko je pač sprejela eno od novih smeri svetovne umetnosti. Med vidnimi predstavniki berlinskih secesionistov so najbolj znani sledeči: Hans Baluschek, Ernst Barlach, Max Beckmann, Josef Block, Lovis Corinth, Anna Costenoble, Charles Crodel, Philipp Franck, Karl Hagemeister, Ulrich Hübner, Willy Jaeckel, Max Klinger, Fritz Klimsch, Oskar Kokoschka, Käthe Kollwitz, Walter Leistikow, Max Liebermann, Heinrich Eduard Linde-Walther, Otto Modersohn, Edvard Munch, Emil Orlik, Franz Skarbina, Maria Slavona, Max Slevogt, Wilhelm Trübner, Heinrich Zille.